# مندائيون
الصابِئَة المَنْدَائِيُّون هم مجموعة عرقية دينية موطنها السهل الرسوبي في جنوب بلاد ما بين النهرين وهم أتباع ديانة المندائية، وهي توحيدية غنوصية. ربما كانوا أول من مارس التعميد أو المعمودية وكانوا آخر الغنوصيين الأحياء من العصور القديمة. كان المندائيون في الأصل متحدثين أصليين للغة المندائية، وهي لغة سامية تطورت من الآرامية الشرق أوسطية، قبل أن يتحول الكثيرون إلى العربية والفارسية الحديثة. في أعقاب غزو العراق عام 2003، انهارت جماعة المندائيين في العراق، التي كانت تضم 60.000-70.000 شخص. انتقل معظم الجالية إلى خوزستان في إيران وسوريا والأردن المجاورة، أو شكلت مجتمعات الشتات خارج الشرق الأوسط، كما تضاءل المجتمع الآخر من المندائيين الإيرانيين نتيجة الاضطهاد الديني على مدى ذلك العقد.

## تسمية
كلمة الصابئة مشتقة من الفعل الآرامي صبا والذي يعني في اللغة الآرامية المندائية اصطبغ أو تعمد، وهي شعيرة مهمة وأساسية في ديانتهم تقوم على الارتماس في الماء الجاري، والاصطباغ أي التعمد فيه. أما كلمة المندائيين فهي صفة لهم، وتعني المعرفة أو العلم، وترجع إلى الفعل الآرامي أيضًا، يدا - أدا، الذي يعني يعرف أو يعلم، وبذلك يكون معني الصابئة المندائيين هو: المصطبغون المتعمدون العارفون بوجود الله وتوحيده.
إن أقدم مصدر عربي وردت فيه هذه التسمية هو القرآن، اذ وردت الكلمة بثلاث سور من سوره، وهي البقرة ﴿إِنَّ الَّذِينَ آمَنُوا وَالَّذِينَ هَادُوا وَالنَّصَارَى وَالصَّابِئِينَ مَنْ آمَنَ بِاللَّهِ وَالْيَوْمِ الْآخِرِ وَعَمِلَ صَالِحًا فَلَهُمْ أَجْرُهُمْ عِنْدَ رَبِّهِمْ وَلَا خَوْفٌ عَلَيْهِمْ وَلَا هُمْ يَحْزَنُونَ ۝٦٢﴾ [البقرة:62] والمائدة ﴿إِنَّ الَّذِينَ آمَنُوا وَالَّذِينَ هَادُوا وَالصَّابِئُونَ وَالنَّصَارَى مَنْ آمَنَ بِاللَّهِ وَالْيَوْمِ الْآخِرِ وَعَمِلَ صَالِحًا فَلَا خَوْفٌ عَلَيْهِمْ وَلَا هُمْ يَحْزَنُونَ ۝٦٩﴾ [المائدة:69] وأخيرًا سورة الحج ﴿إِنَّ الَّذِينَ آمَنُوا وَالَّذِينَ هَادُوا وَالصَّابِئِينَ وَالنَّصَارَى وَالْمَجُوسَ وَالَّذِينَ أَشْرَكُوا إِنَّ اللَّهَ يَفْصِلُ بَيْنَهُمْ يَوْمَ الْقِيَامَةِ إِنَّ اللَّهَ عَلَى كُلِّ شَيْءٍ شَهِيدٌ ۝١٧﴾ [الحج:17].
تسمية صبّة مفردها صبي تعبير عامي عراقي للإشارة إليهم، دليلًا على طقسهم الرئيس، الاغتسال. إلا أن التسمية الأكثر رسمية لجنسهم ودينهم والتي يستعملونها فيما بينهم هي مندائي أو المندائيون. ويظهرون في الكتب العربية باسم صابئة وصابئين. وقد اعتاد الرحالة الغربيون في الشرق أن يشيروا إليهم بنصارى القديس يوحنا، ويعرفهم الأوروبيون الذين قدموا إلى العراق في الحرب العالمية الأولى باسم صاغة الفضة العماريين.

## التاريخ

### الأصول
وفقًا لنظرية صيغت للمرة الأولى من قبل إغناطيوس يسوع في القرن السابع عشر، تعود أصول المندائيين إلى يهودا وهاجروا لاحقًا نحو الشرق إلى أهوار العراق. بصورة تدريجية جرى التخلي عن هذه النظرية، إلا أنها أحيت من جديد مطلع القرن العشرين عبر الترجمة الأولى للنصوص المندائية، والتي كان علماء في الإنجيل مثل رودولف بولتمان يعتقدون أنها قادرة على تسليط ضوء جديد على التطورات التي مرت بها المسيحية المبكرة. إلا أن معظم دارسي العهد الجديد رفضوا أطروحة الأصل الفلسطيني، والتي تخلى عنها مجددًا وإلى حد بعيد العلماء بحلول الحرب العالمية الثانية. شهدت الأطروحة إحياء في الستينيات من القرن العشرين من قبل رودولف ماكوتش، ويقبل إجمالًا العلماء المندائيون اليوم مثل جورون جاكوبسن بكلي وسيناسي غوندوز. وفقًا لماكوتش، فقد وقعت الهجرة الشرقية من مقاطعة يهودا الرومانية إلى جنوبي العراق في القرن الأول الميلادي، في حين يعتقد علماء آخرون مثل كورت رودولف أنه من المحتمل أن تكون قد وقعت في القرن الثالث. 
هناك أيضًا نظريات أخرى. حاجج كيفين فان بلادل أن أصول المندائيين تعود إلى بلاد الرافدين التي كانت واقعة تحت حكم الساسانيين في القرن الخامس. ووفقًا لكارلوس جيلبيرت، شكل المندائيون مجتمعًا متنقلًا في الرها في العصور القديمة المتأخرة. يقبل بريخا ناسورايا، الكاهن والعالم المندائي، بنظرية الأصل الثنائي التي يعتبر فيها المندائيين المعاصرين منحدرين من خط من المندائيين الذين تعود أصولهم إلى وادي الأردن، وأيضًا من مجموعة أخرى من المندائيين (أو الغنوصيين) الذين كانوا سكانًا أصليين لبلاد الرافدين الجنوبية. وبذلك، مهد الاندماج التاريخي للمجموعتين لظهور مندائيي يومنا هذا.
ثمة العديد من الإشارات إلى الأصول الأولى المندائيين. تتكرر المفاهيم والاصطلاحات الدينية الباكرة في مخطوطات البحر الميت، وكانت ياردينا (الأردن) تسمية لكل مياه للمعمودية في المندائية. يوجد اسم مارا درابوتا (باللغة المندائية: سيد العظمة، أحد أسماء حي ربي) في سفر التكوين السري، 2، 4. وتشير هذه الأسماء إلى نفسها بصورة رسمية ب ناسورايا، والتي تعني حراس الطقوس والمعرفة السرية أو الحائزين عليها. وثمة تسمية ذاتية أخرى وهي بهيريا زيدقا، والتي تعني «مختار الاستقامة» أو «الصالح المختار»، وهو مصطلح يوجد في سفر أخنوخ وسفر التكوين السري،2، 4. بصفتهم ناصريين، يؤمن المندائيون بأنهم يشكلون الطائفة الحقيقية ل بنيا نهورا، والتي تعني «أبناء النور»، وهو مصطلح استخدم من قبل الإسينيين. يوصف البيت ماندا (بيث ماندا) بأنه بينيانا ربا دسرارا («بناء الحقيقة العظيم») وبيت تسليما («بيت الكمال») في نصوص مندائية مثل قلستا وكنزا ربا وسفر يوحنا المندائي. النصوص الأدبية المماثلة المعروفة الوحيدة هي في نصوص مكتوبة باللغة الإسينية من خربة قمران مثل قانون المجتمع، الذي يحتوي عبارات مشابهة مثل «بيت الكمال والحقيقة في إسرائيل» و«بيت الحقيقة في إسرائيل».
تظهر اللغة المندائية، وهي لهجة آرامية جنوب شرقية، مزايا رئيسية موروثة عن اللغة الأكادية، ولا سيما عن المرحلة البابلية المتأخرة. وتشير بقوة العناصر الصوتية والقواعدية والمعجمية التي يمكن اقتفاء جذورها إلى اللغة الأكادية إلى أن أصول المندائية وأصول متحدثيها، المندائيين، عميقة الجذور في بلاد الرافدين. وفي حين صنفت المندائية تاريخيًا إلى جانب الآرامية التلمودية البابلية والسريانية كجزء من اللغات الآرامية الشرقية، أفضت تحليلات لغوية حديثة إلى الاعتراف بفرع آرامي منفصل جنوب شرقي. يستند هذا التصنيف إلى إيزوغوس واضح في علم وظائف الأصوات وعلم الصرف وعلم النحو والمعجمية التي تفصل اللغة المندائية.
تعود جذور اللغة المندائية حتى أوائل فترة الإمبراطورية الفرثية، دون دليل دامغ على تأثير لغوي للغة الآرامية الغربية. يعتقد أن المندائيين ينحدرون من شعب بابلي، الأمر الذي يعزز بصورة أكبر الصلة بين اللغة المندائية وإرثها العائد إلى بلاد الرافدين. ويشير هذا التمييز إلى فرادة اللغة المندائية ضمن المشهد اللغوي الآرامي الأكثر اتساعًا. وعلى الرغم من أنه يبدو أنه ثمة صلات دينية قوية بين المندائيين بكل من المعتقدات البابلية القديمة والطوائف اليهودية الغنوصية، مثل الألكسية، فإن المندائيين يتحدثون ما يمكن اعتباره لغويًا صيغة نقية من اللغة الآرامية البابلية. 
يحمل الكاهن لقب رابي، ويطلق على مكان العبادة اسم ماشخانا. وفقًأ لمصادر مندائية مثل هاران غاوايتا، استوطن الناصريون المناطق المحيطة بأورشليم ونهر الأردن في القرن الأول الميلادي. وهناك دليل أثري يشهد على الوجود المندائي في عراق ما قبل الإسلام. ويربط بعض العلماء، من بينهم كورت رودولف، المندائيين الأوائل بطائفة الناصريين اليهودية. ويعتقد المندائيون أن دينهم سابق على اليهودية. ووفقًا لكتاب مقدس مندائي، ينحدر المندائيون مباشرة من سام، ابن نوح، في بلاد الرافدين، وأيضًا من تلاميذ يوحنا المعمدان المندائيين الناصريين الأصليين في أورشليم. وفقًا للمجتمع المندائي في أمريكا، تأثر ماني (مؤسس المانوية) بالمندائيين، وإن وجودًا للدين المندائي في فترة ما قبل المانوية هو أمر أكثر من مرجح. 

يقتبس جيرارد راسل عن ريشاما ساتار جابار هيلو «إن ديننا هو الدين الأقدم في العالم. وتاريخه يعود إلى آدم». يضيف راسل «يقتفي [ريشاما ساتار جبار هيلو] تاريخه إلى بلاد بابل، ولو أنه تحدث عن صلة محتملة بينه وبين يهود أورشليم». يذكر المجمع الكنسي المندائي في أستراليا بقيادة ريشاما سالا تشوهيلي: 
المندائيون هم أتباع ليوحنا المعمدان. فر أسلافهم من وادي الأردن قبل نحو 2000 عام واستقروا في نهاية المطاف على امتداد المصبات الأدنى لأنهار دجلة والفرات وكارون في ما هو اليوم إيران والعراق. المعمودية هي المنسك الرئيسي في الدين المندائي ولا تحدث إلا في نهر مياه عذبة. 

### الفترتين الفرثية والساسانية
اكتشف عدد من النقوش الآرامية القديمة التي يعود تاريخها إلى القرن الميلادي الثاني في إلمايس. وعلى الرغم من أن الأحرف تبدو شبيهة تمامًا بالأحرف المندائية، من المستحيل معرفة إذا ما كان سكان إلمايس مندائيين. يعتقد رودولف ماكوتش أن الأحرف المندائية سابقة على الأحرف الإلمايسية. في ظل الحكم الساساني الباكر والحكم الفرثي، أبدي تسامح حيال الأديان الأجنبية ويبدو أن المندائيين قد تمتعوا بحماية ملكية. تغيرت هذه الأحوال مع اعتلاء بهرام الأول العرش في عام 273، الذي اضطهد تحت تأثير كبير الكهنة الزرادشتيين المتزمتين جميع الأديان غير الزرادشتية. ويعتقد ان اضطهاده شجع على ترسيخ الأدب الديني المندائي. تبدو الاضطهادات التي بدأها كارتير بأنها تمحوا بصورة مؤقتة المندائيين من التاريخ المسجل. إلا أنه كان ما يزال ممكنًا العثور على وجودهم في الأوعية السحرية والكتابات المندائية التي أنتجت بين القرن الثالث والقرن السابع. 

### الفترة الإسلامية
ظهر المندائيون مجددًا في بداية الغزو الإسلامي لبلاد الرافدين في عام 640 تقريبًا، إذ يقال إن قائدهم، أنوش بار دنقا، قد أظهر أمام السلطات الإسلامية نسخة من جنزا رابا، الكتاب المندائي المقدس، وأعلن أن النبي المندائي الرئيسي هو يوحنا المعمدان الذي ذكر أيضًا في القرآن باسم يحيى بن زكريا. ونتيجة لذلك، منحهم الخليفة اعترافًا باسم أهل الكتاب (معتنقو الأديان المعترف بها التي بشروا بها بوحي سابق). إلا أن هذه الرواية قد تكون أبوكريفية: فبالنظر إلى أنها تذكر أن أنوش بار دنقا قد سافر إلى بغداد، فلا بد أن الاعتراف قد حدث بعد تأسيس بغداد في عام 762، إن كان قد حدث أساسًا.

## اللغة
يستخدم الصابئة المندائيون اللغة المندائية/ المندعية في طقوسهم الدينية، وهي لهجة من لهجات اللغة الآرامية الشرقية، بل هي الفرع النقي من اللغة الآرامية الشرقية التي تضم فضلا عن المندائية كل من البابلية والسريانية، وذلك لعدم تأثرها بمفردات اللغة العبرية كما في اللهجات اليهودية، ولا بالإغريقية كما في اللهجات المسيحية، وهي لغة العراقيين الأوائل بعد اللغة السومرية، شاعت وسط العراق وجنوبه، وسكّت بها نقود مملكة ميسان.
والمندائية كبقية اللغات الآرامية تكتب من اليمين إلى اليسار، وتتصل حروفها مع بعضها في الكتابة، أي بما قبلها وما بعدها، وهناك حروف تنقطع، أي لا تتصل بما بعدها، لكنها تبقى متصلة بما قبلها. وتتكون اللغة المندائية من أربعة وعشرين حرفًا أبجديًا، تبدأ بحرف الألف وتنتهي بـه، وهي غير منقطة، وتفتقر إلى الحركات على الحروف، والتي يستعاض عنها بأحد الحروف الصوتية المتحركة، أي حروف العلة وهي الألف والواو والياء، التي تسمى وحسب الترتيب الحلقة والشقة والعكسة.
يستخدمون خطًا خاصًا بهم مشتقًا من الخط الاسطرنجيلي، أما لغة الحديث فهي العربية بالعراق والفارسية في إيران.

## ديموغرافيا
سكن الصبائة المندائيون قرب الأنهار في جنوب العراق، ومناطق الأهواز في خوزستان بإيران، إذ كانت هذه المناطق امتدادًا جغرافيًا واحدًا، ومن أشهر المدن التي سكنوها منذ القرن الأول الهجري حتى الآن، هي البصرة، ومدينة الطيب في ميسان، والعمارة، والكحلاء، والمجر الكبير، والمشرح، والناصرية، وسوق الشيوخ، فضلًا عن مدينة مندلي وواسط، وفي محافظة خوزستان الإيرانية سكنوا مناطق عبادان والمحمرة وشوشتر ودزفول. ومن هذه المدن انتقل قسم منهم إلى العاصمة بغداد، إذ بدأت الهجرة اليها في أوائل القرن العشرين، لتصبح أكبر المدن التي تمركز فيها الصابئة، وانتقل قسم منهم إلى الديوانية والأنبار وكركوك. بعد حرب 2003 ، وانعدام الأمن واستهداف الأقليات، اضطر عدد من المندائيين للنزوح إلى شمال العراق، والاستقرار في السليمانية وأربيل.
كان تعداد الصابئة في عام 1919 يُقدَّر بـ8500 شخص في عموم العراق، فيما يقدر عددهم في 2017 بـ15 ألف شخص يوجدون في بغداد، والكوت، والديوانية، وديالى، والناصرية، والعمارة، والبصرة.

## الديانة المندائية
تعد ديانة الصابئة المندايين من الديانات التوحيدية القديمة، إن لم تكن أقدمها. كانت منتشرة في مناطق الحجاز وبلاد الرافدين وفلسطين، تدعو إلى الإيمان بالله ووحدانيته، وتؤمن بأن الجسم فانٍ، وإن النفس خالدة تعود بعد الممات إلى خالقها، وأن هناك عالمين، عالم النور يدخله المؤمنون الصالحون، وعالم الظلام المخصص للأشرار، وترتكز ديانة الصابئة المندايين على خمسة أركان: التوحيد، والصلاة، والصوم، والصدقة، والتعميد.

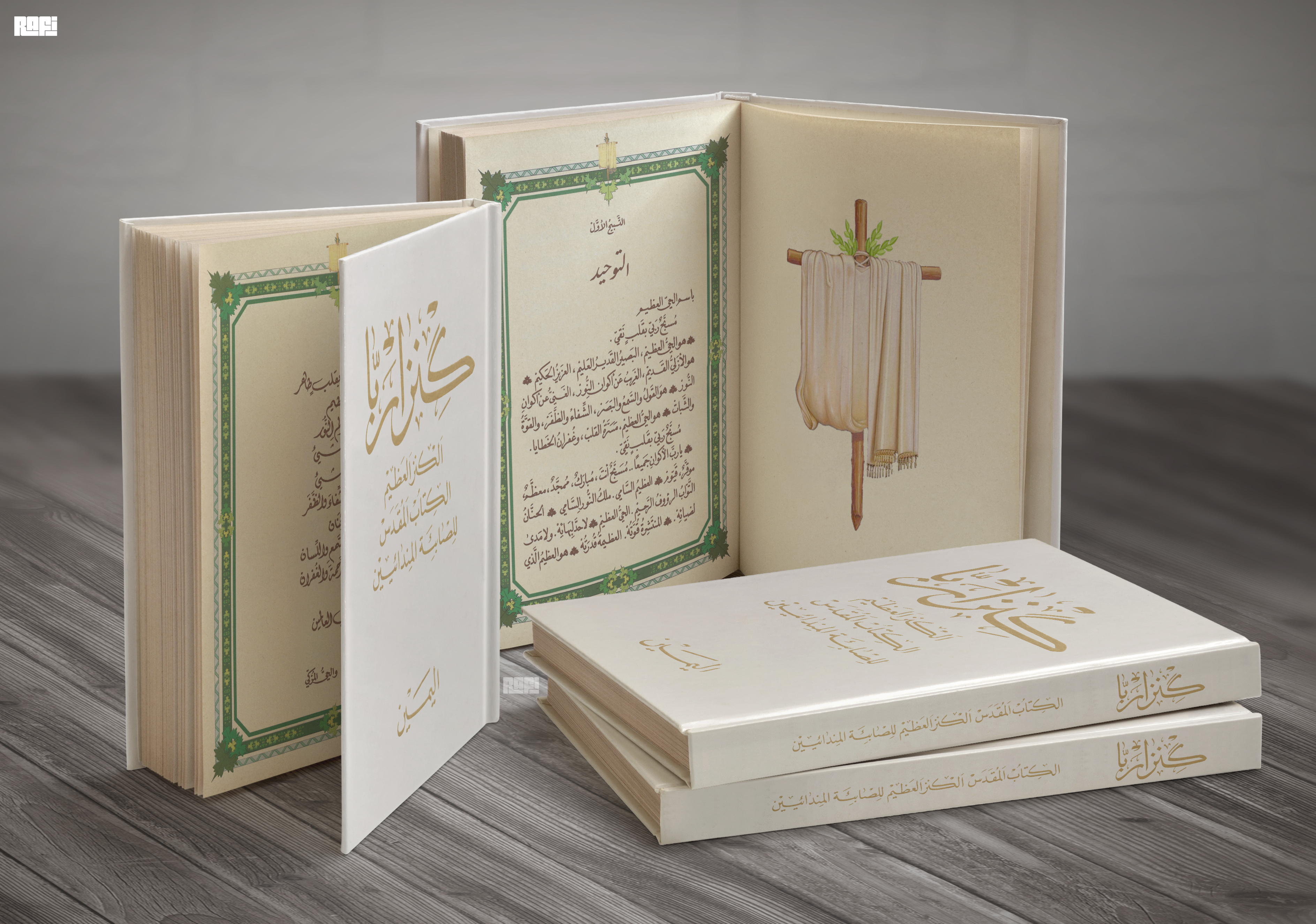
كنزا ربا الكتاب المقدس الرئيس للصابئة المندائيين، مكتوب بالآرامية المندائية يحتوى على بوث جمع بوثة، تماثل السور في القرآن، أو الإصحاحات في الإنجيل، والبوث تحوي مجموعة تسابيح.

يعد كتاب الكنزا ربا الكتاب المقدس الرئيس للصابئة المندائيين، مكتوب بالآرامية المندائية يحتوى على بوث جمع بوثة، تماثل السور في القرآن، أو الإصحاحات في الإنجيل، والبوث تحوي مجموعة تسابيح. أما الكتاب الثاني عندهم فهو دراشا اد يهيا، أي تعاليم يحيى، ويتضمن مجموعة من النصوص التي تتحدث عن النبي يحيى ونشأته وتعاليمه ووصاياه وهجرة المندائيين من فلسطين إلى الفرات. وللصابئة مجموعة أخرى من الكتب يمكن وصفها بالطقسية كونها تتناول الطقوس الدينية بنوع من التفصيل ككتاب الانياني، ويختص بالأدعية والصلوات والأناشيد والترانيم وتسبيحات الحمد والشكر والثناء للخالق. وكتاب القلستا الذي يحوي الأدعية والأناشيد الخاصة بالزواج، وتراتيل تعميد المتزوجين.
للمندائيين رمز مقدس يوازي رمز الصليب عند المسيحيين وهو الدرافشا، ويلفظ غالبا الدرفش، وهي كلمة آرامية تعني الراية أو العَلَم. والدرافشا تقانا، وهي التسمية المندائية الكاملة للدرفش، والتي تعني الراية المقنة، أو الراية العظيمة، هي راية دينية تنصب عند إجراء الطقوس الدينية، وتتكون من غصنين من الزيتون للدلالة على السلام توضع على شكل + للدلالة على الاتجاهات الأربعة، وتربط بأغصان الآس للدلالة على الحياة الأزلية، وتوضع فوقه قطعة قماش بلون أبيض للدلالة على النقاء والطهارة.
تتدرج المراتب الدينية بتدرجات دقيقة من خلالها بطقوس دينية صارمة، كعدد مرات التعميد، واختبار المعلومات الدينية، فضلاً عن الشروط البدنية، وتنقسم الدرجات الدينية كما يأتي صعودًا: الحلالي، والترميذا، والكنزبرا، والريش امة.

### الأساطير
ما يميز الأساطير المندائية هو وجود الكثير من الكائنات الإلهية التي حظيت بدور رئيسي في منظومتها الأسطورية، فبالإضافة إلى وجود عنصر التوحيد في المندائية وإيمانها بخالق واحد للعالم بما فيه من بشر وكائنات لا مرئية أخرى، إلَّا أنَّها تزخر بالكثير من المجموعات والطبقات من الكائنات الإلهية والتي هي عبارة عن كائنات الأُثري أو الأُثريين (ملائكة النور الخيرة) والملائكة (تضمّ ملائكة الشرّ والظلام، وتسمّى بالمندائيّة «ملكي إد هشوخا») والأرواح والملاخيا والعفاريت والجن، وأخيرًا، الشياطين. تلعب هذه الكائنات الكثيرة دورًا مركزيَّا في الأساطير المندائية، وجميعها ذُكرت في كتاب المندائيين المقدس كنزا ربَّا. وعلى ذلك، فإنَّ هذه الكائنات لا تعتبر مادة للتراث الشعبي الديني كما هو متعارف عليه في الأساطير الأخرى بل هي المادة النصية التي تكون النص الرسمي في المندائية.
تحتفظ الأساطير المندائية بسمة الاختلاف والتفرد عن باقي أساطير العالم بل وعن الأساطير التي نشأت في بيئتها في البدايات؛ لأنها تُعد منطقة وسطى وحلقة وصلٍ ما بين الأساطير عامة والأساطير الغنوصية في إطارها الهلنستي. وتمتاز بأنَّها أساطير نقية لم تُؤثر عليها التغيرات التي حدثت في العالم القديم إبَّان غزو الاسكندر الأكبر للشرق عام 334 ق.م، على الرغم من أنَّ الأساطير الغنوصية طالها التحول فاستمسكت وذلك في القرنين الأول والثاني الميلادي. هذا الأمر جعل الأساطير المندائية تحافظ على نقائها وبساطة تعبيرها إلى يومنا هذا.
تسرد أسطورة الخلق المندائية كيف خُلقت كائنات النور والحياة ومن ثَمَّ تمرد بعضها وحادثة هبوط مندا إد هيِّي أو هيبل زيوا إلى دركات عالم الظلمات وصراعه مع روها وأور، وأيضًا، كيف أُنشئ العالم وخلق الإنسان. ويتشابه سردها الرئيسي مع سرد قصة الخلق البابلية؛ وذلك لأنَّ الأساطير المندائية قد نشأت تحت ظل الأساطير الرافدينية والتي قد أخذت منها الكثير للحد الذي تبدو أنها تماهت معها.

## مجتمع
امتهن الصابئة المندائيون بعض المهن الحرفية التي كادت تكون حكرًا عليهم، ومنها حرفة الحدادة التي كانت تجهز المجتمع الزراعي البسيط بما يحتاجه من عدد مثل المسحاة والمنجل وسكين تفشيق القصب، وأدوات الصيد كالرمح وبعض المنتجات التي تدخل في الحرف الأخرى كالمسامير التي تستعمل في صناعة الزوارق وإصلاحها. والنوع الثاني من المهن الحرفية التي مارسوها فهي النجارة، والمتمثلة بصناعة الزوارق واصلاحها التي تميزوا بها بشكل كبير حتى منتصف القرن العشرين، وكانت ألواح الخشب التي تصنع منها الزوارق تجلب من البصرة التي تصلها عن طريق التجارة مع الشرق الأقصى عبر الخليج العربي، أو يحصلون على هذه الأخشاب من أشجار غابات شمال العراق الكثيفة، كما اشتهروا بنجارة الأثاث وكانت صناديق تستعمل لحفظ الملابس والأشياء الثمينة، والتي تفنن بها النجار الصابئي. أما الصياغة التي تعد من أقدم فنون حضارة وادي الرافدين، فقد ارتبطت بالصابئة في تاريخ العراق الحديث، إذ أطلق عليهم في بدايات القرن العشرين اسم صاغة الفضة العماريين.

### فهرس المراجع
1. ↑  Iraqi Mandaeans from Worcester, Massachusetts try to keep their religion alive نسخة محفوظة 2021-01-30 على موقع واي باك مشين.
2. ↑  Iraqi minority group needs U.S. attention نسخة محفوظة 2018-11-22 على موقع واي باك مشين.
3. ↑  Contrera، Russell. "Saving the people, killing the faith – Holland, MI". The Holland Sentinel. مؤرشف من الأصل في 2012-03-06. اطلع عليه بتاريخ 2011-12-17.
4. ↑  Persecution of the Mandaeans religious minority in Iran – Human Rights نسخة محفوظة 17 أكتوبر 2020 على موقع واي باك مشين.
5. ↑  Iran Mandaeans in exile following persecution نسخة محفوظة 17 أكتوبر 2020 على موقع واي باك مشين.
6. 1 2 3 4 5 6 7 8  رعد جبار صالح (2014). الأقليات في العراق:الذاكرة ، الهوية، التحديات (ط. الثالثة). بغداد وبيروت: مؤسسة مسارات للتنمية الثقافية والإعلامية. ص. 104-119.
7. ↑  دراوور (1969)، ص.31
8. ↑  Lupieri، Edmondo F. (7 أبريل 2008). "MANDAEANS i. HISTORY". Encyclopaedia Iranica. مؤرشف من الأصل في 2013-08-26. اطلع عليه بتاريخ 2022-01-12.
9. ↑  Buckley 2002، صفحة 3.
10. ↑  Nasoraia، Brikha H.S. (2021). The Mandaean gnostic religion: worship practice and deep thought. New Delhi: Sterling. ISBN:978-81-950824-1-4. OCLC:1272858968.
11. ↑  Hamidović، David (2010). "About the Links between the Dead Sea Scrolls and Mandaean Liturgy". ARAM Periodical. ج. 22: 441–451. DOI:10.2143/ARAM.22.0.2131048. مؤرشف من الأصل في 2024-12-08.
12. ↑  Kaufman، Stephen (1974). The Akkadian Influences on Aramaic. The University of Chicago Press. ص. 163–164.
13. ↑  Nöldeke، T. (1875). Mandäische Grammatik [Mandaean Grammar]. Halle: Darmstadt, Wissenschaftliche Buchgesellschaft. ص. VI.
14. ↑  Drower، Ethel Stefana (1953). The Haran Gawaita and the Baptism of Hibil-Ziwa. Biblioteca Apostolica Vaticana.
15. 1 2  Buckley 2002.
16. ↑  "Mandaic". Ethnologue (بالإنجليزية). Archived from the original on 2020-10-24. Retrieved 2019-05-25.
17. ↑  سعدي (1998)، ص.260
18. ↑  الأقليات الدينية والعرقية في المعادلة السياسية العراقية | مركز الجزيرة للدراسات نسخة محفوظة 2020-12-31 على موقع واي باك مشين.
19. 1 2 3 4 5  "الطقوس المدفنيّة لدى المندائيّين". مجلة أوراق ثقافية. 28 مايو 2019. مؤرشف من الأصل في 2019-11-01. اطلع عليه بتاريخ 2021-02-25.
20. ↑  خزعل الماجدي. الميثولوجيا المندائية. ص 105: دار الرافدين 2018.{{استشهاد بكتاب}}:  صيانة الاستشهاد: مكان (link)
21. 1 2  "Mandaean Religion | Encyclopedia.com". www.encyclopedia.com. مؤرشف من الأصل في 2021-02-25. اطلع عليه بتاريخ 2021-02-25.
22. ↑  خزعل الماجدي، الميثولوجيا المندائية، ص 7، ط1، دار نينوى 2010
23. ↑  د بشير عبد الواحد (2015). الصابئة المندائيون - دائرة معلومات موجزة. ص 81: Shams for publishing&media. ISBN:978-977-493-215-1. مؤرشف من الأصل في 2021-02-25.{{استشهاد بكتاب}}:  صيانة الاستشهاد: مكان (link)
24. ↑  الماجدي (2010)، ص 64
25. ↑  الماجدي (2010)، ص 63
26. ↑  الفيصل. ص 49: المملكة العربية السعودية، دار الفيصل الثقافية]،. 2005. مؤرشف من الأصل في 2021-02-25.{{استشهاد بكتاب}}:  صيانة الاستشهاد: مكان (link)

### معلومات المراجع
- إثيل استفانا دراوور (2006) [1969]. الصابئة المندائيون [The Mandaens of Iraq and Iran]. ترجمة: نعيم بدوي (ط. الثانية). دمشق، سوريا: دار المدى. {{استشهاد بكتاب}}: تأكد من صحة قيمة |مؤلف1= (مساعدة)
- سعد سعدي (1998). معجم الشرق الأوسط (ط. الأولى). بيروت، لبنان: دار الجيل.

## وصلات خارجية
- مكتبة الصابئة - موسوعة العيون المعرفية - اللغة المندائية